# Andalatanosy
Andalatanosy is een plaats en commune in het zuiden van Madagaskar, behorend tot het district Ambovombe, dat gelegen is in de regio Androy. Tijdens een volkstelling in 2001 telde de plaats 23.450 inwoners.
De plaats biedt enkel lager onderwijs aan. 50% van de bevolking werkt er als landbouwer en 49% houdt zich bezig met veeteelt. Het meest belangrijke landbouwproduct zijn pinda's, overige belangrijke producten zijn mais, maniok, zoete aardappelen en cowpeas. Verder is 1% actief in de dienstensector.